# Ахметов, Мухадин Худович
Ахметов, Мухадин Худович (25 июля 1917 — 13 мая 2013) — черкесский писатель и поэт.

## Биография
Мухадин Ахметов родился в крестьянской семье в ауле Зеюко (ныне Хабезский район Карачаево-Черкесия) 25 июля 1917 года. В 1933 году окончил Черкесское педагогическое училище. Участвовал в Великой Отечественной войне. Работал в газете. В феврале 2012 года в Карачаево-Черкесской республиканской библиотеке проводились «Дни черкесской литературы», посвящённые творчеству Ахметова. Сам Ахметов по состоянию здоровья не смог лично присутствовать на мероприятии.

## Творчество
Первые произведения Ахметова был опубликованы в 1938 году в газете «Черкес плъыжъ». Его перу принадлежат сборники поэзии и прозы «Цвети, мой край» и «Камилуко», детская повесть «Али на коше», сборников очерков «Щедрая земля», сборники детских стихов и рассказов «Зима и заяц», «Ручной ягнёнок», «Мальчик на козле», «Хасин», «Легенды и сказки», «Злой мороз и заяц». Также Ахметов является автором повестей «В родном ауле», «Кош-Хабль». О жителях и достопримечательностях Карачаево-Черкесии повествует его книга «Край, овеянный легендами».